# 林修二
林修二（1914年—1944年6月5日），漢名林永修，另一筆名南山修。出生於台灣日治時期的臺南廳蔴荳支廳（今臺南市麻豆區）。東京慶應義塾大學英文科畢業。風車詩社同人。大學時期受到西脇順三郎的影響，屬於超現實主義派。其作品散見於《臺灣新聞》、《臺灣日日新報》、《臺南新報》以及慶應大學校刊《三田新聞》中。1940年，大學畢業，因罹患結核病而從日本返回台灣靜養，隨後便與熊本縣士族女子原妙子結婚，育有二子。1944年，於故鄉病逝。

## 生平
大正三年（1914年），林修二出生於今日臺南市的麻豆區。其祖母林何喬曾是慎德齋堂的主事。五歲時喪妣，翌年父親續弦再娶。九歲進入麻豆公學校接受義務教育，十一歲考試轉入麻豆小學校三年級就讀。十五歲考取臺南州立第一中學校，並於求學期間遊歷安平古堡與關子嶺等地。二十歲畢業後，考取東京慶應義塾大學預科文科，從此赴日留學。1935年，楊熾昌組織現代派的風車詩社，林修二成為最年輕的詩社同人。大三時，林修二進入英文本科就讀，開啟前後六年的創作高峰期。大學期間，他結識了超現實主義的西脇順三郎與同學，並受之影響。1940年，因罹患結核病無法留日就業，返回台灣靜養；6月18日，與相識一年的熊本人原妙子結婚，育有二子，林慶文與林伸治。四年後病逝於故鄉。

## 作品
- 1980年，林修二的家屬自行出版林修二遺集《蒼い星》，序言由楊熾昌撰寫，以詩的形式呈現。
- 林修二以日文書寫的新詩作品〈寒夜─給水蔭萍氏〉、〈黃昏〉，收錄在林瑞明主編《國民文選‧現代詩卷I》。[3]
- 其他的日文詩作品，如〈散步〉、〈虹〉、〈小小的思念〉、〈回憶〉、〈十二月〉、〈月光〉、〈意願〉、〈夢與春之譜〉、〈黃昏〉、〈散髮〉、〈蝶〉、〈在湖畔〉、〈雪〉、〈晚春〉、〈草之上〉、〈近鄰〉、〈在空沼小屋裡〉、〈留守中遺訓〉，戰後由台灣詩人與詩論家葉笛翻譯成中文，後來被人收錄在《葉笛全集9 翻譯卷二》。[4]
- 一些日文詩，如〈赤城遊記〉、〈出航〉、〈黃昏〉、〈海邊〉、〈航行〉，則由台灣詩人陳千武翻譯成中文，之後被收錄在陳明台主編的《陳千武譯詩選集》裡。[5]
- 林修二生前一百多篇日文詩作，戰後由陳千武翻譯成中文，呂興昌編訂，2000年由台南縣文化局出版《林修二集》。
- 陳允元、黃亞歷編，《日曜日式散步者：風車詩社及其時代》全二冊，臺北市：行人文化實驗室、臺南市政府文化局，2016年。
- 吉田悠樹彦，《林永修と林妙子-台湾と西脇順三郎》三田文學、慶應義塾大学、2020年春。

## 相關研究

### 博碩士論文
使用「台灣博碩士論文知識加值系統」查詢，到2021年11月7日為止，以作家生平事跡及其作品為研究對象的文章有：
- 黃建銘，〈日治時期楊熾昌及其文學研究〉，成功大學歷史學系碩博士班碩士論文，2001年。
- 陳沛琪，〈日治時期新詩之現代性符號探尋〉，南華大學文學研究所碩士論文，2002年。
- 陳健珍，〈日據時期臺灣新詩中的反抗與耽美意識〉，佛光人文社會學院文學系碩士論文，2005年。
- 莊曉明，〈日治時期鹽分地帶詩人群和風車詩社詩風之比較研究〉，台北教育大學台灣文化研究所碩士論文，2008年。
- 鄧婉婷，〈1930年代台灣現代詩的成立與展開〉，中正大學台灣文學研究所碩士論文，2009年。
- 林婉筠，〈風車詩社：美學、社會性與現代主義〉，政治大學台灣文學研究所碩士論文，2010年。
- 方婉禎，〈美學的越境：東亞超現實主義的融會與轉化〉，輔仁大學跨文化研究所比較文學博士班博士論文，2013年。
- 陳允元，〈殖民地前衛──現代主義詩學在戰前台灣的傳播與再生產〉，政治大學台灣文學研究所博士論文，2016年。

### 論文集論文
使用「台灣文史哲論文集篇目索引系統」查詢，到2014年10月24日為止，以作家生平事跡及其作品為研究對象的文章，目前還沒有找到一篇。如果以「風車詩刊」這個團體及詩刊為關鍵字搜詢，可以找到以下的文章：
- 王文仁，〈時代巨輪下的超現實首聲—「風車詩社」的文學史意義初論〉，《文學流變：國立東華大學第二屆全國中文系研究生學術研討會論文集》。
- 王文仁，〈「斷裂」？「鍊接」？—再論「風車詩社」的文學史意義〉，《想像的本邦：現代文學十五論》。
- 陳明台，〈楊熾昌‧風車詩社‧日本詩潮—戰前臺灣新詩現代主義的考察〉，《臺灣文學研究論集》。
- 陳明台，〈新詩精神的提倡與實踐—「風車」的詩與詩人〉，《台灣文學研究論集》。
- 葉寄民，〈日據時代台灣詩壇的超現實主義運動－以風車詩社核心人物楊熾昌的運動為軸〉，《台灣文學巡禮》。
- 葉寄民，〈日據時代台灣詩壇的超現實主義運動－風車詩社的詩運動〉，《臺灣現代詩史論：臺灣現代詩史研討會實錄》。

### 期刊論文
使用「台灣期刊論文索引系統」查詢，至2014年10月24日為止，以作家生平及其作品、學術成就為談論焦點的文章有：
- 陳千武，〈林修二遺稿選集「蒼星」作品目錄 〉，1996年4月《笠》。
- 林政華，〈日政時期詩人林修二及其作品研究 〉，2002年6月《通訊研究集刊》。
- 王建國，〈風景與心境的鏡像：日據時期新詩中的海洋書寫--以林修二之詩為例 〉，2011年6月《文與哲》。

以「風車詩社」這個團體及其詩刊的研究有：
- 陳明台，〈Modernist Poetry in Prewar Taiwan: Yang Ch'ih-ch'ang, the Feng-Ch'e (Le Moulin) Poetry Society, and Japanese Poetic Trends〉，1997年12月《Taiwan Literature English Translation Series》。
- 陳芳明，〈臺灣新文學史(6)--寫實文學與批判精神的抬頭〉，2000年3月《聯合文學》。
- 劉乃慈，〈論日據時期「風車」詩社的「政治潛意識」〉，2001年2月《笠》。
- 林政華，〈日政時期詩人林修二及其作品研究〉，2002年6月《通識研究集刊》。
- 陳鴻逸，〈現代主義的先驅--風車詩社〉，2003年4月《文化生活》。
- 奚密，〈燃燒與飛躍：一九三○年代臺灣的超現實詩〉，2007年12月《台灣文學學報》。
- 許倍榕，〈文學性與大眾性的辯證--關於文藝大眾化的幾場論爭〉，2013年6月《東吳中文線上學術論文》。
- 吉田悠樹彦,<林永修と『風車』-台湾書籍雑誌商組合・詩書と美装本の展覧会、台南新報の文芸欄、西脇順三郎記念室・資料より』>,2021年3月《慶應義塾中国文学会報,慶應義塾中国文学会》。

### 書籍
使用「全國圖書書目資訊網」查詢，到2014年10月24日為止，還沒有一本以作家生平及其作品、學術成就為談論焦點的書。

## 相關詞條
- 風車詩社
- 風車詩社同仁：楊熾昌、利野蒼、丘英二。

## 外部連結
- 【荒蕪手札】尋找林修二- 荒蕪橘園- PChome 個人新聞台 （页面存档备份，存于）
- 閱讀文學筆記: 13. 日治時期的台灣新詩(4)：林修二、李張瑞 （页面存档备份，存于）
- ［文学概况］台湾现代散文的发展脉络 - 中国台湾网 （页面存档备份，存于）
- 第九屆東亞詩展>趙天儀「台灣現代詩的現況」
- 文化部國家文化資料庫>臺灣大百科全書>風車詩社